# Janine Maniora
Janine Maniora (* 1985 in Dortmund) ist eine deutsche Ökonomin und Professorin für Betriebswirtschaftslehre (BWL). Seit Oktober 2018 hat sie die Professur für „Finance and Accounting“ an der Technischen Universität München (TUM) inne.

## Leben
Janine Maniora studierte von 2005 bis 2012 Volkswirtschaftslehre (VWL) und Betriebswirtschaftslehre (BWL) mit dem Abschluss Diplom-Ökonomin an der Ruhr-Universität Bochum (RUB), der University of California, San Diego (UCSD) und der Tongji-Universität Shanghai. Für ihre Diplomarbeit erhielt sie den Hochschulpreis des Deutschen Aktieninstituts (DAI).
Während ihrer Promotion war sie Gastwissenschaftlerin (Visiting Scholar) an der Boston University (BU), Questrom School of Business, und nahm auf Einladung an Forschungsseminaren der Harvard Business School (HBS) in Boston, Massachusetts in den USA teil. Sie promovierte 2016 mit „summa cum laude“ bei Jürgen Ernstberger und Bernhard Pellens an der Ruhr-Universität Bochum (RUB) zum Dr. rer. oec. mit der Dissertation „Non-Financial Reporting and Disclosure Regulation: The Economics of Various Approaches to Disclosing Corporate Social Responsibility Information“.
Janine Maniora war von 2016 bis 2018 Juniorprofessorin für Controlling und Rechnungswesen an der Technischen Universität (TU) Dortmund. 2017 wurde sie vom Stifterverband für die Deutsche Wissenschaft und des NRW Ministeriums für Kultur und Wissenschaft mit einer Fellowship für Innovationen in der digitalen Hochschullehre ausgezeichnet. Seit 2018 ist sie Professorin für „Finance and Accounting“ an der Technischen Universität München (TUM). Im Jahre 2020 war sie Visiting Scholar an der University of Central Florida (UCF) in Orlando, Florida, USA.

## Forschungsschwerpunkte
Janine Manioras Forschungsinteressen sind interdisziplinär empirisch ausgerichtet auf die Auswirkungen und Ausgestaltung der unternehmerischen finanziellen und nichtfinanziellen Berichterstattung (z. B. Integrated Reporting), Nachhaltigkeitsberichterstattung (Sustainability Reporting), Corporate Social Responsibility und Corporate Governance, Publizität und Regulierung (Disclosure Regulation), Wirtschaftsprüfung (Auditing) und digitalen Berichterstattung (Digital Reporting).

## Publikationen (Auswahl)
- J. Maniora(2017): Is Integrated Reporting Really the Superior Mechanism for the Integration of Ethics into the Core Business Model? An Empirical Analysis. Journal of Business Ethics, 140 (4), S. 755–786, doi:10.1007/s10551-015-2874-z
- J. Maniora (2018): Mismanagement of Sustainability: What Business Strategy Makes the Difference? Empirical Evidence from the USA. Journal of Business Ethics, 142(4), S. 931–947, doi:10.1007/s10551-018-3819-0
- N. Georgiou/J. Maniora (2019): Reform des Deutschen Corporate Governance Kodex 2019 – When the public speaks, does the government commission listen? Die Wirtschaftsprüfung (WPg) 15/2019, S. 840–851.
- S. Lenger/J. Maniora/C. Pott (2019): Implikationen des CSR-Richtlinie-Umsetzungsgesetzes für den Mittelstand – Empirische Analyse der MDAX-Unternehmen. Die Wirtschaftsprüfung (WPg) 14/2019, S. 779–789.
- J. Maniora/C. Pott (2020): Does Firms’ Dissemination of Corporate Social Responsibility Information Through Facebook Matter for Corporate Reputation? Journal of International Accounting Research, doi:10.2308/jiar-19-070